# Nogometna reprezentacija Dominikanske Republike
Nogometna reprezentacija Dominikanske Republike predstavlja Dominikansku Republiku u nogometu. Pod vodstvom je Nogometnog saveza Dominikanske Republike.

## Povijest
Nogometni savez Dominikanske Republike osnovan je 1953. i pridružen FIFA-i 1959. godine. Nacionalna momčad odigrala je svoju prvu utakmicu u svibnju 1967. protiv Haitija u okviru kvalifikacija za Olimpijske igre.
Drugu utakmicu su igrali u ožujka 1970. u sklopu igara Srednje Amerike i Kariba. Bili su smješteni u skupinu s Portorikom i Venezuelom. Izgubili su 5:0 od Venezuele, a zatim ostavarili svoju prvu pobjedu pobijedivši Portoriko 5:0. ali nisu prešli u sljedeći krug natjecanja.
Na Panameričkim igrama u Kolumbiji igrali su u skupini protiv Bahama i Kanade, te su obadvije utakmice izgubili.
Nakon Panameričkih igri Dominikanska Republika nije odigrala utakmicu do 16. prosinca 1973, kada su izgubili 1:0 Venezuele. Na prvenstvu Srednje Amerike i Kariba 1974. godine, gube utakmice 3:2 od Bermuda i 1:0 od Meksiko, te pobijeđuju Bahame 2:0. U posljednjoj utakmici u skupini izgubili su 3:2 od Paname i nisu nastavili natjecanje.

## Vanjske poveznice
- Nogometni savez Dominikanske Republike  Arhivirana inačica izvorne stranice od 19. kolovoza 2010. (Wayback Machine)